# Abuz sexual asupra copiilor

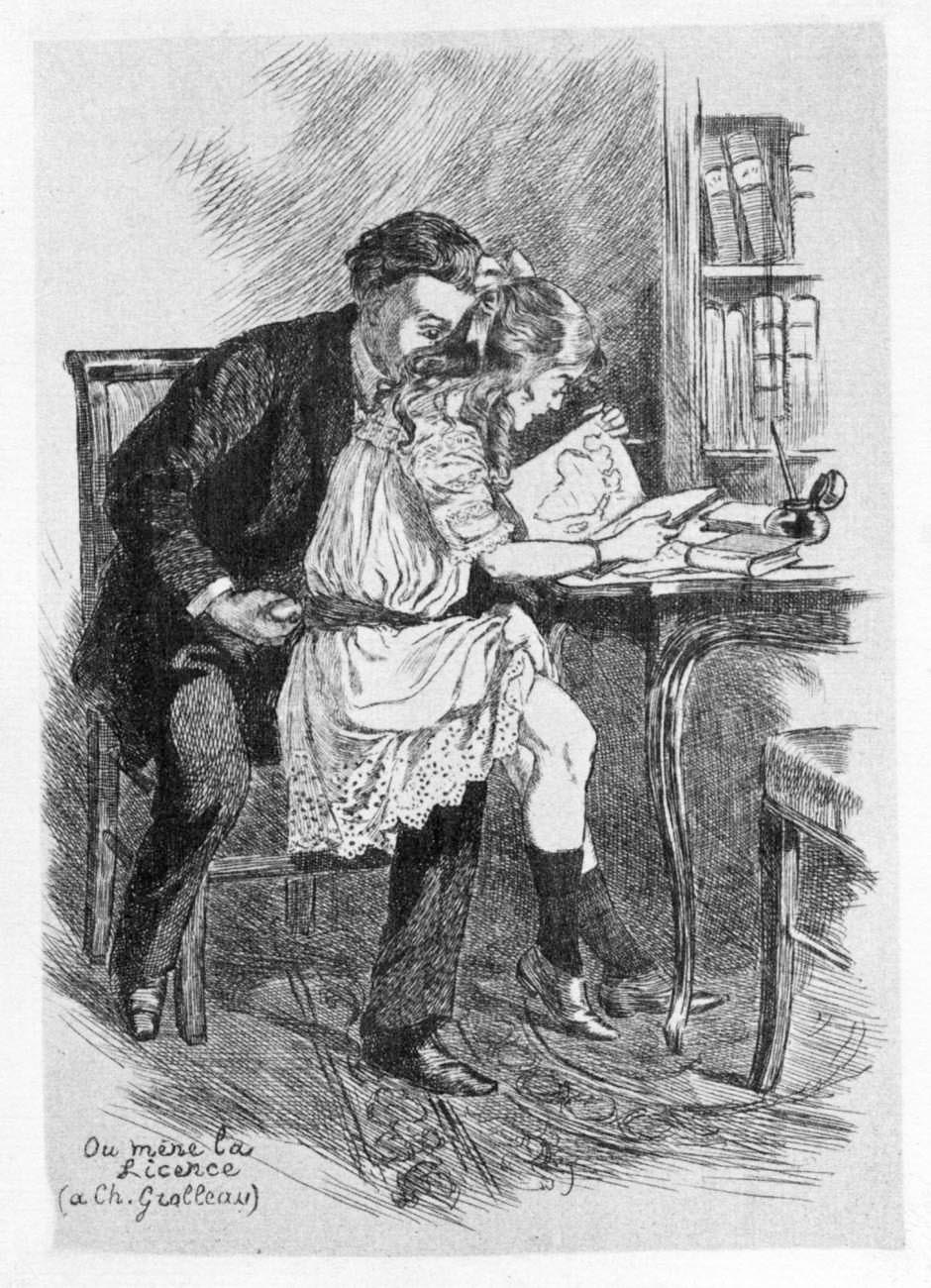
Autor - Martin Van Maële

Abuzul sexual asupra copiilor este o formă de abuz în care un adult sau un adolescent mai în vârstă abuzează un copil în scopul obținerii unei stimulări de natură sexuală.. Acest tip de abuz face parte din categoria mai largă a abuzurilor sexuale. În literatura de specialitate de limbă engleză se regăsește cu denumirea de CSA care vine de la titulatura de ’’Child Sexual Abuse’’.

## Definiție
Formele de abuz sexual asupra copiilor includ pretinderea sau obligarea unui copil să se implice în activități sexuale (indiferent de rezultatul acestora), expunerea indecentă a organelor genitale ale abuzatorului în fața copilului, prezentarea de materiale pornografice unui copil, contactul sexual efectiv cu un copil indiferent dacă se ajunge la copulare sau nu, contactul fizic dinte abuzator și organele genitale ale copilului, privirea organelor genitale ale copilului chiar și fără contact sexual sau folosirea copiilor pentru a produce materiale pornografice Efectele abuzului sexual asupra copiilor produc, printre altele: depresii , dezordini datorate stresului post-traumatic, anxietate, înclinația de a se victimiza în viața de adult, și chiar traume fizice ale copilului. Abuzul sexual din partea unui membru al familiei este o formă de incest, și poate rezulta în traume psihologice mai serioase și cu o mai mare întindere în timp, mai ales în cazul incestului parental.  Se aproximează că între 15% și 25% din femei și respectiv între 5% și 15% din bărbați au fost abuzați sexual când erau copii. Cei mai mulți abuzatori sexuali sunt familiarizați cu victimele lor; aproximativ 30% dintre ei sunt rude ale copilului, cel mai adesea frați, tați naturali sau vitregi, unchi sau veri cu victimele lor; aproximativ 60% sunt alte persoane cunoscute din anturajul copiilor ca de pildă prieteni ai familiei, bone sau vecini; cazurile în care abuzatorii sunt total străini de copii nu depășesc 10% din totalul cazurilor de abuz sexual asupra copiilor. Cel mai frecvent bărbații sunt cei care comit abuzuri sexual asupra copiilor; studiile arată ca femeile comit între 14% și 40% din abuzurile raportate asupra băieților și aproximativ 6% din abuzurile raportate asuprea fetițelor. Cei mai mulți abuzatori ai copiilor pre-pubescenți sunt pedofili, cu toate acestea un mic procent dintre abuzatori nu întrunesc criteriile pentru a fi considerați pedofili. Conform legii, „abuzul sexual asupra copiilor" este un termen general care descrie acele acte criminale în care un adult se angajează în activități sexual cu un minor sau exploatează un minor în scopul obținerii unei gratificări sexuale. Asociația Americană de Psihiatrie a exprimat în mod clar că „copiii nu pot să își dea acordul pentru efectuarea de activități sexual cu adulții” și condamnă orice astfel de acțiune în care un adult se angajează în activități sexuale cu copii: „Orice adult care se angajează în activități sexuale cu un copil face un gest criminal și imoral care în nici un caz nu poate fi considerat un comportament normal sau acceptabil de către societate”.

## Efecte

### Traumele psihologice
Abuzul sexual asupra copiilor poate avea ca rezultat traume atât pe termen scurt cât și pe termen lung, incluzând psihopatologia în viața adultă  Efectele psihologice, emoționale, fizice și sociale includ depresia, stresul post-traumatic, anxietatea, tulburările de nutriție, stima scăzută de sine, tulburările disociative; suferință psihologică generală și tulburări ca de pildă somatizarea, nevrozele, durerile cronice, Comportament sexualizat, probleme școlare; și probleme de comportament care pot să includă abuzul de substanțe dăunătoare, comportament distructiv, criminalitate în viața adultă și tentative de suicid. Nu a fost identificat un model caracteristic al apariției acestor simptome și există mai multe ipoteze cu privire la cauzalitatea acestor asocieri. 

Un studiu finanțat de Institutul National al Abuzurilor de Droguri, SUA a descoperit ca "pentru 1400 de femei, abuzul sexual asupra copiilor a fost asociat cu o creștere a dependentei de droguri, alcool și alte boli psihologice. De exemplu, femeile care au suferit de abuz sexual non-genital în copilărie sunt de 2.83 ori mai probabil sa sufere de dependenta de droguri în comparație cu femeile care nu au fost supuse vreunui abuz sexual."

## Statistici

### Olanda
După C.E. Dettmeijer-Vermeulen, raportor național de trafic de persoane și violență sexuală asupra copiilor, 3% din făptași sunt femei, 14,58% din victime sunt de sex masculin și „cele mai multe victime sunt abuzate de un membru de familie, prieten sau cunoscut.” Unul din șase făptași este el însuși minor. Aceste cifre sugerează că abuzul heterosexual este mult mai frecvent decât cel homosexual.

## Convenția de la Lazanrote
Convenția pentru protecția copiilor împotriva exploatării sexuale și a abuzurilor sexuale a fost adoptată de Comitetul Miniștrilor la data de 11 iulie 2007 în cadrul celei de-a 1002-a reuniune a Delegațiilor Miniștrilor. Ea prezintă detaliat acțiunile pe care statele UE trebuie să le ia pentru prevenirea exploatării sexuale și protejarea victimelor exploatării sexuale 